# 陳世圯
陳世圯（1938年5月13日—），中華民國交通部前代理部長、前政務次長，現任國家政策研究基金會永續發展組召集人、中華民國道路協會常務理事、中華民國仲裁協會常務理事。籍貫江西九江。

## 學歷
- 中原大學土木工程學系工學士
- 亞洲理工學院運輸交通工程研究所碩士
- 南加州大學系統管理研究所研究

## 經歷
- 交通部臺灣區國道高速公路局交管組組長
- 台北市政府捷運工程局副局長
- 台灣省公路局局長
- 台灣省政府交通處處長
- 交通部政務次長
- 交通部代理部長
- 葛瑪蘭文化基金會董事長

## 其他經歷
- 中國土木水利工程學會理事長
- 中華民國道路協會理事長
- 國立成功大學交通管理科學研究所兼任副教授
- 中央警察大學交通系兼任教授
- 國立交通大學交通運輸研究所兼任教授